# Списак округа Ајове
У америчкој савезној држави Ајови постоји 99 округа. Прва два округа — Де Мојн и Дубјук — основана су 1834. када је Ајова још увијек била дио Територије Мичигена. У припреми државности Мичигена, дио Територије Мичигена је образовао Територију Висконсина 1836. године. Двије године касније, западни дио је одвојен и постао Територија Ајова. Југоисточни дио Територије Ајове постао је Ајова, 29. држава у унији, 28. децембра 1846, до када су образована 44 округа. Државна влада је наставила да образује округе до 1857, када је образован посљедњи, округ Хамболт. Једна од најзначајних дана у историји округа Ајова био је 15. јануар 1851, када је образовано 49 округа.
Устав Ајове из 1857, који је и данас на снази, наводи да окрузи морају имати површину од најмање 1120 км², а површина ниједног округа не смије бити умањена измјенама граница. Међутим, одобрени су изузеци од овог правила, јер десет округа има површину испод ове границе (табела испод показује површину, али се устав бави укупном површином). Најмањи округ (Дикинсон) има површину од 990 км², док највећи (Косут) има површину од 2520 км². Округ Полк је најгушће насељени округ са 333,5 становника по км², што је повећање густине насељености у односу на 2010. када је износило 253,08 становника по кмкм². У саставу округа Полк се налази главни и највећи град Ајове, Де Мојн. Поред тога, Ајова има једну од најнижих стопа округа чије границе одређују природни путеви, од којих је велика већина образована путем анкете, што је исходовала многим „коцкастим окрузима”.

## Бивши окрузи
Сљедећи окрузи више не постоје:
- Банкрофт (1851—1855), спојен са округом Косут[9]
- Кук (1836—1837), спојен са округом Маскатин[10]
- Крокер (1870—1871), спојен са округом Косут[11]
- Рисли (1851—1853), образовао округ Хамилтон[12]
- Јел (1851—1853), образовао округ Вебстер[13]